# 트렌트 알렉산더아널드
트렌트 존 알렉산더아널드(영어: Trent John Alexander-Arnold, 1998년 10월 7일 리버풀 ~ )는 잉글랜드의 축구 선수로 포지션은 풀백, 미드필더이다. 현재 스페인 라리가의 레알 마드리드에서 활약하고 있다.

## 경력
1998년 잉글랜드 머지사이드 주 리버풀에서 태어나서, 2004년에 리버풀 FC 유스 클럽에 입단하였다. 이후 꾸준히 성장하여 단 한번의 임대 생활 없이 2016년 리버풀 FC에서 프로 데뷔를 하였다.
그러다가 주전 라이트백으로 발돋움하여 2018-19 시즌에는 UEFA 챔피언스 리그에서 우승을 달성하였고, 2019년 UEFA 슈퍼컵과 FIFA 클럽 월드컵에서도 우승을 차지하였다. 그리고 2019-20 시즌 프리미어 리그 우승에 이어 2021-22 시즌 풋볼 리그 컵과 FA 컵 우승을 차례로 달성하였고, 2022년 FA 커뮤니티 실드 우승까지 이뤄내며 리버풀에서 좋은 활약을 보이고 있다.

## 국가대표 경력
- 2018 FIFA 월드컵
- 2022 FIFA 월드컵
- 2024 UEFA 유로

## 출전 통계
| 시즌    | 리그 | 리그 | 리그 | 컵   | 컵   | 컵   | 대륙 | 대륙 | 대륙 | 기타 | 기타 | 기타 | 합계 | 합계 | 합계 |
| 시즌    | 출전 | 득점 | 도움 | 출전 | 득점 | 도움 | 출전 | 득점 | 도움 | 출전 | 득점 | 도움 | 출전 | 득점 | 도움 |
| ------- | ---- | ---- | ---- | ---- | ---- | ---- | ---- | ---- | ---- | ---- | ---- | ---- | ---- | ---- | ---- |
| 2016-17 | 7    | 0    | 0    | 5    | 0    | 1    |      |      |      |      |      |      | 12   | 0    | 1    |
| 2017-18 | 19   | 1    | 1    | 2    | 0    | 0    | 12   | 2    | 1    |      |      |      | 33   | 3    | 2    |
| 2018-19 | 29   | 1    | 12   |      |      |      | 11   | 0    | 3    |      |      |      | 40   | 1    | 15   |
| 2019-20 | 38   | 4    | 13   |      |      |      | 7    | 0    | 1    | 4    | 0    | 1    | 49   | 4    | 15   |
| 2020-21 | 36   | 2    | 7    | 1    | 0    | 0    | 8    | 0    | 2    |      |      |      | 45   | 2    | 9    |
| 2021-22 | 32   | 2    | 12   | 6    | 0    | 3    | 9    | 0    | 3    |      |      |      | 47   | 2    | 18   |
| 2022-23 | 37   | 2    | 10   | 2    | 0    | 1    | 7    | 1    | 0    | 1    | 1    | 0    | 47   | 4    | 11   |
| 2023-24 | 28   | 3    | 5    | 4    | 0    | 3    | 5    | 0    | 2    |      |      |      | 37   | 3    | 10   |
| 2024-25 | 33   | 3    | 6    | 3    | 1    | 0    | 8    | 0    | 1    |      |      |      | 44   | 4    | 7    |

## 수상

#### 리버풀
- 프리미어리그 : 2019-20
- FA컵 : 2021-22
- EFL컵 : 2021-22, 2023-24
- FA 커뮤니티 쉴드 : 2022
- UEFA 챔피언스리그 : 2018-19
- UEFA 슈퍼컵 : 2019
- FIFA 클럽 월드컵 : 2019

### 개인
- PFA 올해의 팀 : 2018-19, 2019-20, 2021-22
- PFA 올해의 영플레이어 : 2019-20
- 프리미어리그 올해의 영플레이어[2] : 2019-20
- 프리미어리그 이 달의 선수 : 19년 12월, 21년 11월
- UEFA 챔피언스리그 시즌의 스쿼드 : 2018-19, 2021-22
- UEFA 올해의 팀[3] : 2019
- FIFPRO 월드 11 : 2020
- ESM 올해의 팀 : 2019–20, 2021–22
- 리버풀 올해의 영플레이어 : 2016–17, 2017–18
- 발롱도르 후보 : 2019, 2022